# Beverly Cleary
Beverly Cleary (McMinnville (Oregon), 12 april 1916 - Carmel-by-the-Sea, 25 maart 2021) was een Amerikaanse schrijfster van kinderboeken.

## Biografie
Cleary, enig kind, groeide op in Yamhill. Haar ouders woonden op een boerderij en waren presbyterianisch. Toen ze zes jaar was verhuisde het gezin naar Portland. Beverly Cleary begon met schrijven in 1950. Haar eerste kinderboek was Henry Huggins over een jongetje met zijn hond Ribsy. Hierover zou ze verhalen schrijven tussen 1950 en 1964. In 1955 volgde een ander succesvol boek Ramona and Beezus, het eerste in een reeks (ze won in 1981 de National Book Award met dat boek), die zou doorgaan tot 1999. In 1984 werd Cleary genomineerd voor de Hans Christian Andersenprijs en kreeg ze een Newbery Medal voor haar boek Dear Mr. Henshaw. Cleary ontving ook de National Medal of Arts en de Laura Ingalls Wilder Medal. In het Grant Park in Portland staan standbeelden van karakters uit haar boeken. In Portland is er ook sinds 2008 een basisschool naar haar genoemd.
Haar boeken zijn in meer dan twintig talen vertaald. Zij overleed op 104-jarige leeftijd en is begraven in Pike Cemetery in Yamhill.